# Uthållighet
Uthållighet innebär kroppens förmåga att utföra en motoraktivitet under en viss tidsperiod utan en märkbar minskning av förmågan att arbeta, såväl som kroppens återhämtning efteråt. Uthållighet delas in i anaerob uthållighet och kondition. 

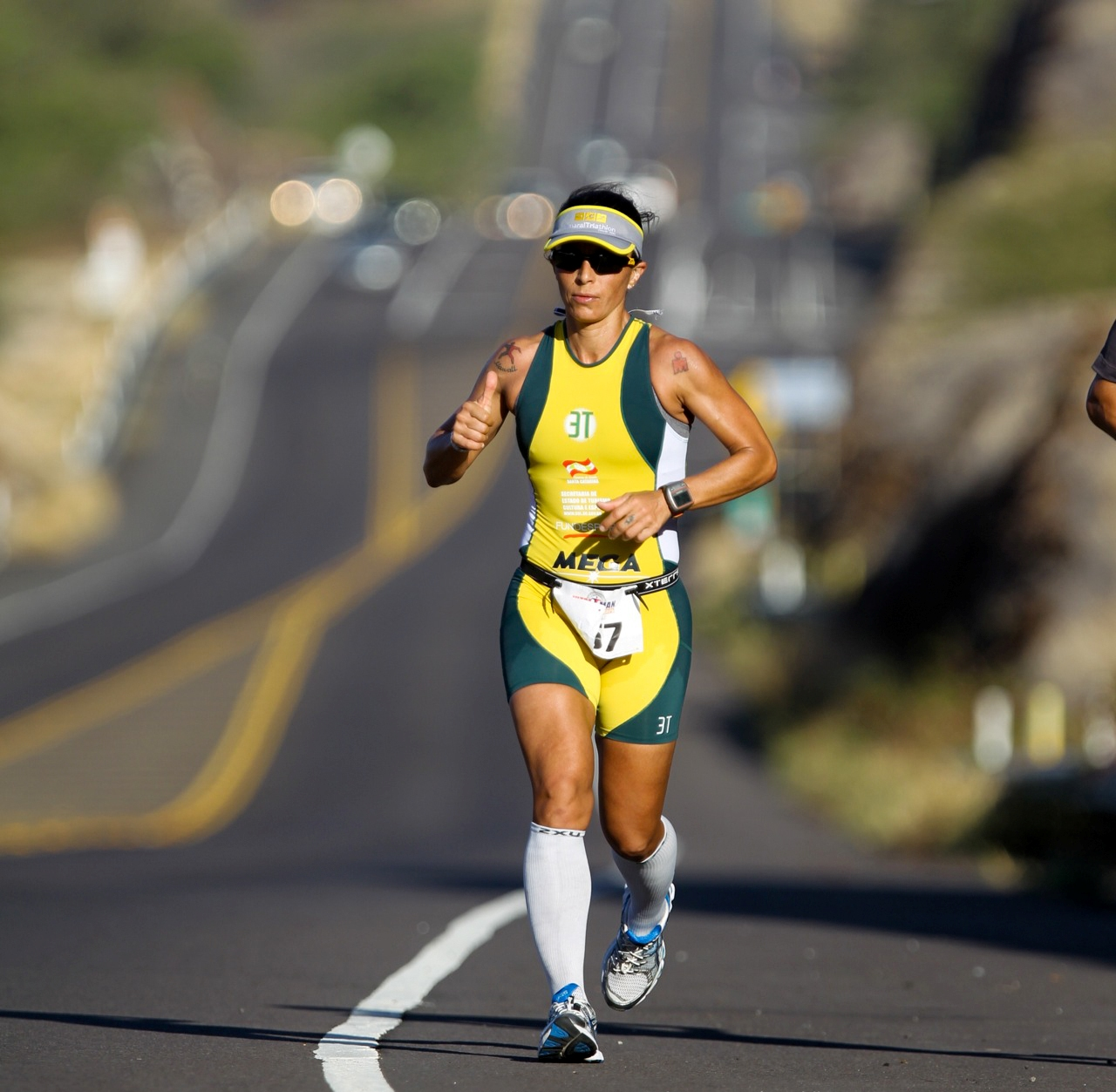
Ultramaraton på 84 km som exempel på en aeroben uthållighetsbelastning (Brasilien 2011)

När en person kan utföra eller motstå en större ansträngning än  tidigare, innebär det att uthålligheten har ökat. För att förbättra sin uthållighet kan man långsamt öka mängden repetitioner i en övning eller spenderad tid, medan tyngre färre repetitioner ökar muskelstyrkan . Ökad uthållighet har visat sig frigöra endorfiner vilket resulterar i bättre humör.  Fysisk aktivitet har visat sig minska ångest, depression, stress, och kroniska sjukdomar generellt.

## Aerob uthållighetsträning
Aerob uthållighetsträning är träning som håller en låg till måttlig intensitetsnivå och där musklerna har tillräckligt med syretillförsel.
En aerob träning ska pågå från 10 minuter och uppåt, med minst 80-90 hjärtslag per minut och med fokus på den anaeroba tröskeln. Intensiteten bör vara över 60 % för att påverka uthållighetsgraden.

Processerna för frisättning av aerob energi kan beskrivas med formeln 
{\displaystyle Glukos+O2+ADP+P-->CO2+H2O+ATP} och {\displaystyle Fettsyra+O2+ADP+P-->CO2+H2O+ATP}

## Anaerob uthållighetsträning
Anaerob uthållighetsträning är träning som håller en hög intensitet under relativt korta perioder. Detta är en form av uthållighetsträning som kräver en hög grad av viljestyrka hos idrottaren, eftersom det relativt snabbt kommer att bildas mjölksyra i musklerna. Denna typ av uthållighetsträning ger bättre tolerans för mjölksyra och förbättrad förmåga för anaerob energiutvinning.

Processerna för frisättning av anaerob energi kan beskrivas med formeln 
{\displaystyle CrP(kreatinfosfat)+ADP<-->Cr+ATP} och {\displaystyle Glukos+ADP+P-->laktat+ATP}